# Sân bay Dongola
Sân bay Dongola (IATA: DOG, ICAO: HSDN) là một sân bay ở Dongola, thủ phủ bang Bắc của Sudan.

## Vị trí và cơ sở hạ tầng
Sân bay nằm ở độ cao 236 m so với mực nước biển. Nó có một đường băng ký hiệu 17/35 với kích thước 3.000 x 45 mét (9.843 ft × 148 ft).